# Abdulbaset Jarour
Abdulbaset Jarour (em árabe: عبد الباسط جارور; Alepo, Síria, 1 de março de 1990), mais conhecido como Abdul Jarour, é uma liderança internacional pela causa da Migração e do Refúgio, ativista e político naturalizado brasileiro filiado ao Partido Socialista Brasileiro. Jarour chegou ao Brasil em 2014 como refugiado de guerra e instalou-se na cidade de São Paulo, onde reside até hoje. Artista, administrador, empreendedor e conferencista, é engajado em projetos de cunho socioculturais. 

## Biografia
Personalidade pública no país, o “BrasiSirio – Filho de Aleppo”, como é conhecido, soma mais de 1 milhão de seguidores somente no Instagram. Dentre inúmeras atividades, ministra palestras em escolas públicas e particulares, faculdades e universidades, organizações não-governamentais e empresas de todo o país sob temáticas relacionadas a refúgio e migração, cultura árabe, bem como guerras no mundo árabe e, mais especialmente, as causas da guerra na Síria.
A família, de sete filhos, possuía uma empresa de construção e ele cursava administração; ainda aos 16, abriu seu primeiro negócio de venda de produtos eletrônicos. Após abandonar os estudos para servir no exército sírio em 2010, viu-se obrigado a deixar sua terra natal devido à eclosão da guerra civil.
Em fevereiro de 2014, aos 24 anos, Abdul Jarour desembarcou em São Paulo. Mesmo sozinho e sem saber português, descobriu como adaptar-se à cultura e à realidade brasileira. Sua trajetória foi marcada por perdas pessoais devastadoras, incluindo o bombardeio que vitimou 115 pessoas próximas a ele. No entanto, com determinação e apoio de outras pessoas, conseguiu deixar a Síria e iniciar uma nova vida no Brasil.
No Brasil, Abdul não apenas se adaptou à cultura e à realidade brasileira, mas também se destacou como defensor dos direitos dos migrantes e refugiados. Ele foi um dos membros fundadores do Pacto pelo Direito de Migrar (PDMIG), organização que visa apoiar a integração de imigrantes e refugiados, respondeu pela vice-presidência e direção de Projetos, com destaque na função de coordenador-geral da Copa dos Refugiados e Imigrantes.
Em fevereiro de 2020, Abdul conseguiu comprar passagens aéreas para sua irmã e mãe virem ao Brasil. Entretanto, em março, a refugiada síria precisou ser internada devido a um quadro de saúde delicado e, infelizmente, não resistiu. Khadouj Makzum foi uma das primeiras vítimas do coronavírus no Brasil. Desde então, Abdul dedicou-se ainda mais a promover a integração da cultura árabe-brasileira. 
Estudante de Direito, Abdul deixou sua marca como pioneiro ao tornar-se o primeiro refugiado a exercer um estágio na Defensoria Pública da União - DPU/SP, onde onde integrou o grupo de trabalho sobre Migrações, Apatridia e Refúgio. É fundador e presidente da Identidade Humana, organização com cadeira titular no Conselho Municipal de Imigrantes de São Paulo - CMI. Compõem também a Comissão de Direitos Humanos, Migrantes e combate à Xenofobia do Conselho Estadual de Defesa dos Direitos da Pessoa Humana de São Paulo - CONDEPE.
Atualmente, Abdul atua como deputado estadual suplente por São Paulo e coordena o núcleo de base de refugiados, asilados e apátridas do Movimento Popular Socialista do Partido Socialista Brasileiro (PSB). Ele é reconhecido como o primeiro refugiado da história do Brasil a tentar ocupar um cargo político, proporcionando representatividade genuína à comunidade refugiada e migrante. Seu papel é fundamental na discussão e no fortalecimento de políticas públicas que visam garantir equidade para todos os cidadãos que compõem nossa sociedade. 
A jornada de Abdulbaset Jarour é uma inspiração para muitos, mostrando que, mesmo diante das mais difíceis circunstâncias, é possível causar impacto positivo e promover mudanças significativas na sociedade. Sua determinação em defender os direitos humanos e lutar contra a xenofobia é um testemunho do poder da resiliência e da compaixão.